# Paradoloria vanhoeffeni
Paradoloria vanhoeffeni is een mosselkreeftjessoort uit de familie van de Cypridinidae. De wetenschappelijke naam van de soort is voor het eerst geldig gepubliceerd in 1908 door Müller.